# Lukáš Došek
Lukáš Došek (ur. 12 września 1978 w Karlowych Warach) – piłkarz czeski grający na pozycji prawego obrońcy. Jest bratem-bliźniakiem Tomáša Doška, także piłkarza, trzykrotnego reprezentanta kraju.

## Kariera klubowa
Karierę piłkarską Došek rozpoczynał w klubie TJ DDM Stará Role. Następnie w 1997 roku został zawodnikiem Viktorii Pilzno. W tamtym roku zadebiutował w jego barwach w pierwszej lidze czeskiej. W Viktorii grał przez 2 sezony i w 1999 roku odszedł do Slavii Praga. W 2002 roku osiągnął swój pierwszy sukces w karierze, gdy zdobył ze Slavią Puchar Czech. W Slavii grał do końca sezonu 2004/2005.
Latem 2005 Došek został zawodnikiem niemieckiego drugoligowca Sportfreunde Siegen. Zadebiutował w nim 7 sierpnia 2005 w przegranym 0:2 wyjazdowym meczu z Karlsruher SC. W Sportfreunde Siegen grał przez rok.
W 2006 roku Czech przeszedł do szwajcarskiego FC Thun. W szwajcarskiej Super League swój debiut zanotował 19 lipca 2006 w zremisowanym 1:1 wyjazdowym spotkaniu z FC Aarau. W 2008 roku spadł z Thun do drugiej ligi.
Po spadku Thun Došek odszedł do słowackiego Spartaka Trnawa. W 2009 roku wrócił do Czech i został piłkarzem trzecioligowego klubu Slavoj Vyšehrad. W 2010 roku przeszedł od drużyny Slavoj Koloveč.
| Sezon   | Klub                | Kraj       | Rozgrywki      | Mecze | Bramki |
| ------- | ------------------- | ---------- | -------------- | ----- | ------ |
| 1997/98 | Viktoria Pilzno     | Czechy     | Gambrinus Liga | 15    | 0      |
| 1998/99 | Viktoria Pilzno     | Czechy     | Gambrinus Liga | 29    | 0      |
| 1999/00 | Slavia Praga        | Czechy     | Gambrinus Liga | 29    | 1      |
| 2000/01 | Slavia Praga        | Czechy     | Gambrinus Liga | 27    | 3      |
| 2001/02 | Slavia Praga        | Czechy     | Gambrinus Liga | 21    | 0      |
| 2002/03 | Slavia Praga        | Czechy     | Gambrinus Liga | 28    | 0      |
| 2003/04 | Slavia Praga        | Czechy     | Gambrinus Liga | 25    | 0      |
| 2004/05 | Slavia Praga        | Czechy     | Gambrinus Liga | 24    | 0      |
| 2005/06 | Sportfreunde Siegen | Niemcy     | 2. Bundesliga  | 28    | 0      |
| 2006/07 | FC Thun             | Szwajcaria | Super League   | 23    | 2      |
| 2007/08 | FC Thun             | Szwajcaria | Super League   | 25    | 0      |
| 2008/09 | Spartak Trnawa      | Słowacja   | Extraliga      | 23    | 0      |
| 2009/10 | Slavoj Vyšehrad     | Czechy     | III. liga      | ?     | ?      |
| 2010/11 | Slavoj Koloveč      | Czechy     | IV. liga       | ?     | ?      |

## Kariera reprezentacyjna
W reprezentacji Czech Došek zadebiutował 16 sierpnia 2000 roku w przegranym 0:1 towarzyskim spotkaniu ze Słowenią. W kadrze Czech od 2000 do 2002 roku wystąpił 4 razy. Grał także w reprezentacji U-21, z którą wystąpił na Mistrzostwach Europy U-21 w 2000. W tym samym roku zagrał także na Igrzyskach Olimpijskich w Sydney.
| Mecze i gole w reprezentacji | Mecze i gole w reprezentacji | Mecze i gole w reprezentacji | Mecze i gole w reprezentacji | Mecze i gole w reprezentacji | Mecze i gole w reprezentacji | Mecze i gole w reprezentacji |
| #                            | Data                         | Stadion                      | Rywal                        | Wynik                        | Gol                          | Rozgrywki                    |
| 2000                         | 2000                         | 2000                         | 2000                         | 2000                         | 2000                         | 2000                         |
| ---------------------------- | ---------------------------- | ---------------------------- | ---------------------------- | ---------------------------- | ---------------------------- | ---------------------------- |
| 1.                           | 16.08.2000                   | Ostrawa, Czechy              | Słowenia                     | 0:1                          | 0                            | towarzyski                   |
| 2001                         |                              |                              |                              |                              |                              |                              |
| 2.                           | 25.04.2001                   | Praga, Czechy                | Belgia                       | 1:1                          | 0                            | towarzyski                   |
| 2002                         |                              |                              |                              |                              |                              |                              |
| 3.                           | 13.02.2002                   | Nikozja, Cypr                | Cypr                         | 4:3                          | 0                            | towarzyski                   |
| 4.                           | 18.05.2002                   | Praga, Czechy                | Włochy                       | 1:0                          | 0                            | towarzyski                   |